# Halowe Mistrzostwa Europy w Lekkoatletyce 1989 – bieg na 800 m kobiet
Bieg na 800 metrów kobiet – jedna z konkurencji biegowych rozgrywanych podczas halowych lekkoatletycznych mistrzostw Europy w  hali Houtrust w Hadze. Eliminacje zostały rozegrane 18 lutego, a bieg finałowy 19 lutego 1989. Zwyciężyła reprezentantka Rumunii Doina Melinte. Tytułu zdobytego na poprzednich mistrzostwach nie broniła Sabine Zwiener z Republiki Federalnej Niemiec.

## Rezultaty

### Eliminacje
Rozegrano 2 biegi eliminacyjne, do których przystąpiło 11 biegaczek. Awans do finału dawało zajęcie jednego z pierwszych dwóch miejsc w swoim biegu (Q). Skład finału uzupełniły dwie zawodniczki z najlepszym czasem wśród przegranych (q).
Opracowano na podstawie materiału źródłowego.

#### Bieg 1
| Miejsce | Zawodniczka          | Czas    | Uwagi |
| ------- | -------------------- | ------- | ----- |
| 1       | Doina Melinte        | 2:01,76 | Q     |
| 2       | Tatjana Griebienczuk | 2:02,10 | Q     |
| 3       | Maite Zúñiga         | 2:02,25 | q     |
| 4       | Ellen Kießling       | 2:02,36 | q     |
| 5       | Aisling Molloy       | 2:05,44 |       |
| 6       | Anneke Matthys       | 2:06,50 |       |

#### Bieg 2
| Miejsce | Zawodniczka      | Czas    | Uwagi |
| ------- | ---------------- | ------- | ----- |
| 1       | Swietłana Kitowa | 2:04,18 | Q     |
| 2       | Gabriela Lesch   | 2:04,20 | Q     |
| 3       | Erzsébet Szabó   | 2:05,67 |       |
| 4       | Julia Merino     | 2:07,23 |       |
| 5       | Regine Berg      | 2:15,31 |       |

### Finał
Opracowano na podstawie materiału źródłowego.
| Miejsce | Zawodniczka          | Czas    | Uwagi |
| ------- | -------------------- | ------- | ----- |
| 1       | Doina Melinte        | 1:59,89 |       |
| 2       | Ellen Kießling       | 2:01,24 |       |
| 3       | Tatjana Griebienczuk | 2:01,63 |       |
| 4       | Maite Zúñiga         | 2:02,77 |       |
| 5       | Gabriela Lesch       | 2:03,04 |       |
| –       | Swietłana Kitowa     | DNF     |       |